# مستعمرة 414 (فلم)
المنطقة 414 (بالإنجليزية: Zone 414) هو فيلم خيال علمي أمريكي من تأليف بريان إدوارد هيل، وإخراج أندرو بيرد، وبطولة جاي بيرس وماتيلدا لوتز وترافيس فيميل.

## قصة الفيلم
في المستقبل القريب في المنطقة 414 شديدة التقدم، والتي يعيش فيها البشر مع الآلات التي تُشبه البشر، يُعين مؤسس المنطقة جوزيف - المحقق ديفيد كارمايكل للبحث عن ابنته بعد اختفائها، فيضطر للتعاون مع جين المرأة التي تمتلك تقنيات وذكاء اصطناعي شديد التقدم.

## روابط خارجية
مقالات تستعمل روابط فنية بلا صلة مع ويكي بيانات